# Juan de Borgoña de Toro
Juan de Borgoña de Toro es un pintor originario seguramente del Ducado de Borgoña. En su patria se formó como pintor, como afirma en en el pleito del retablo de Abezames, que estudiaron Vasallo y Fiz Fuertes (2003). 
En ese mismo pleito se documenta que vivía en Toro. Estaba casado con Beatriz del Castillo y tenía 5 hijos. Trabajaba en el taller que dirigía Lorenzo de Ávila. 
En 1563 se le documenta en Ciudad Rodrigo, donde falleció en 1565.
Fiz Fuertes lo denomina como Juan de Borgoña II. En cualquier caso, hay que distinguirlo de Juan de Borgoña el Joven, hijo de Juan de Borgoña, activo en Toledo.
El Museo das Peregrinacións de Santiago de Compostela le atribuye un cuadro de Santiago Apóstol.